# くまたか (駆潜艇)
くまたか（ローマ字：JDS Kumataka, PC-318、ASU-65）は、海上自衛隊の駆潜艇。うみたか型駆潜艇の4番艇。艇名はクマタカに由来する。

## 艦歴
「くまたか」は、昭和37年度計画甲型駆潜艇3018号艇として、藤永田造船所で1963年3月20日に起工され、1963年10月21日に進水、1964年3月25日に就役し、大湊地方隊第5駆潜隊に編入された。
1982年3月27日、呉地方隊第3駆潜隊に編入。
1985年3月27日、特務艇に種別変更され船籍番号がASU-65となり、大湊地方隊直轄艇となる。
1989年3月24日、除籍。